# Grzybówka różowawa

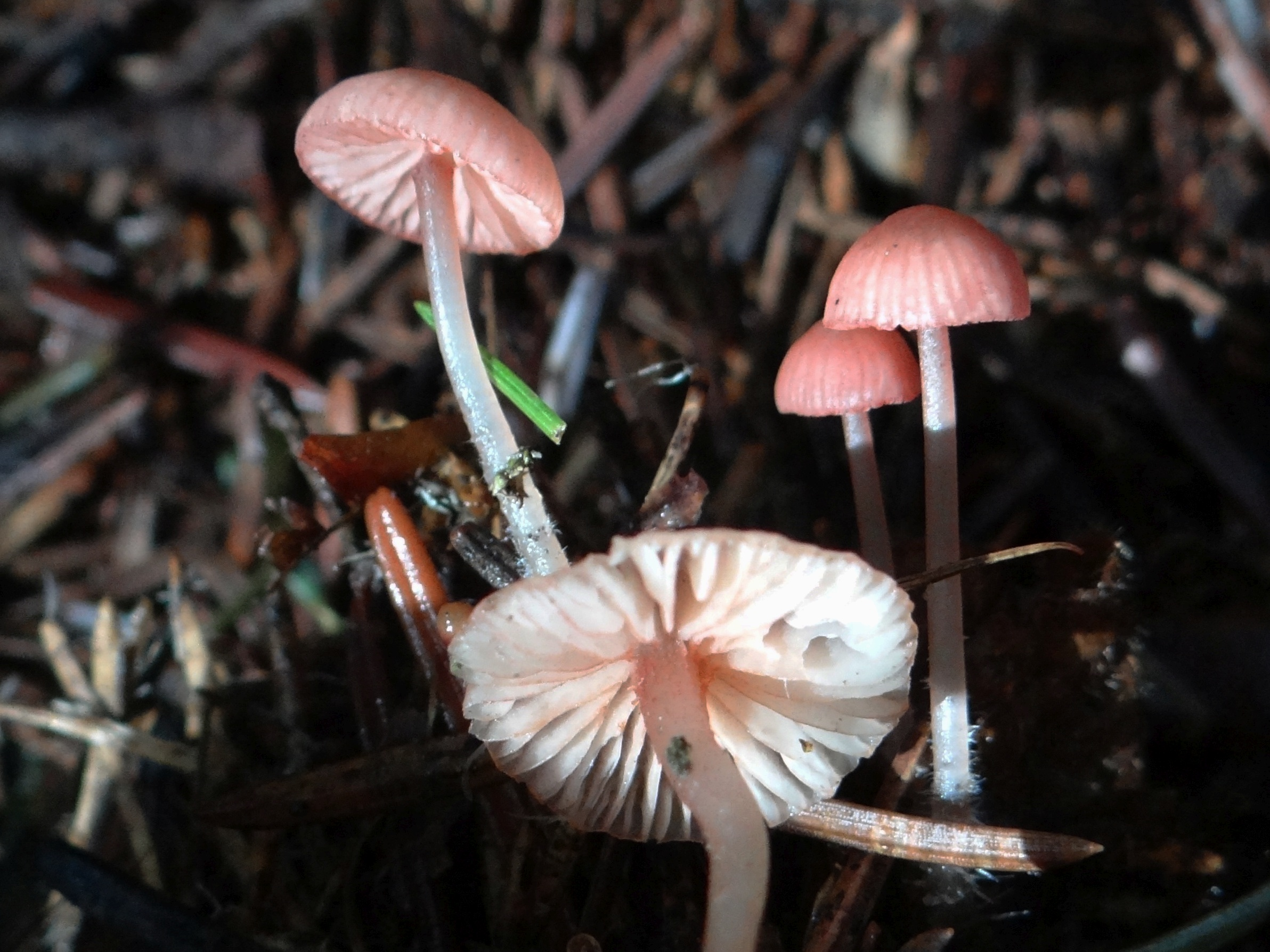

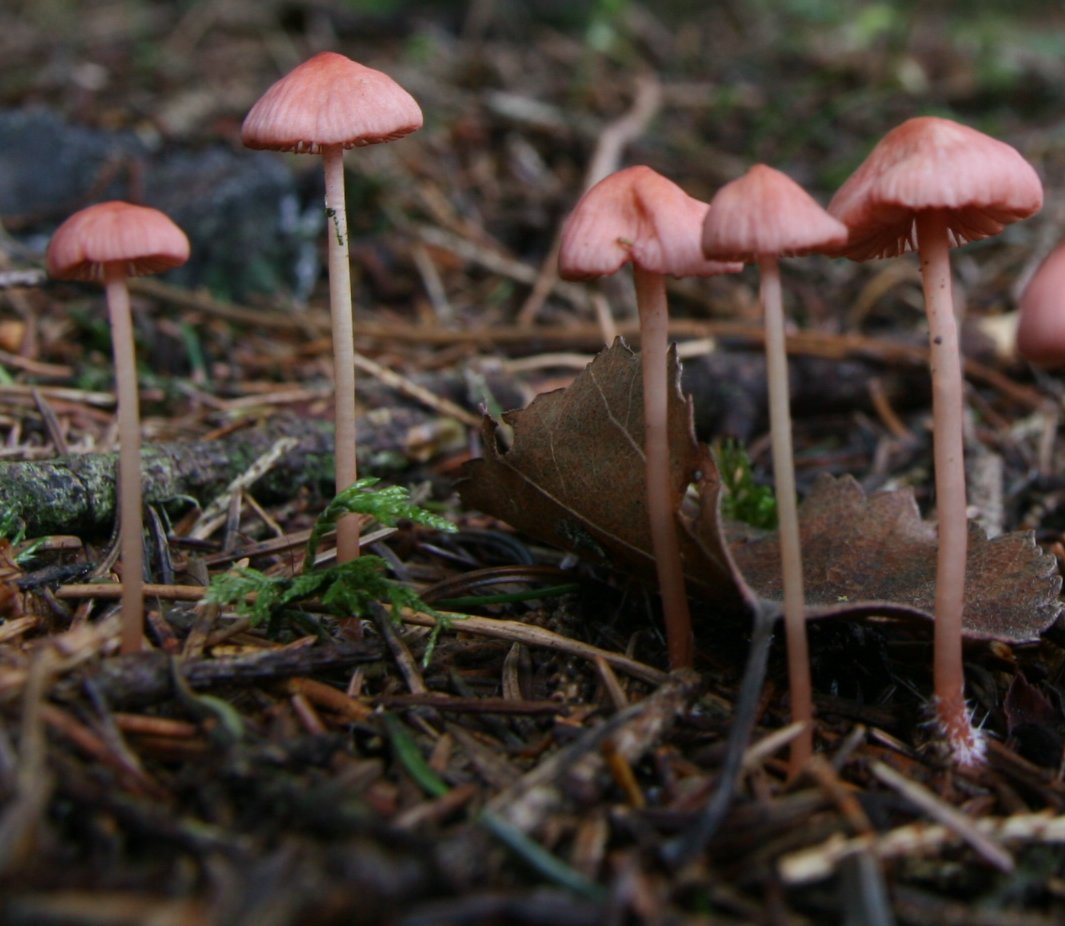

Grzybówka różowawa (Mycena rosella (Fr.) P. Kumm.) – gatunek grzybów z rodziny grzybówkowatych (Mycenaceae).

## Systematyka i nazewnictwo
Pozycja w klasyfikacji według Index Fungorum: Mycenaceae, Agaricales, Agaricomycetidae, Agaricomycetes, Agaricomycotina, Basidiomycota, Fungi.
Po raz pierwszy takson ten zdiagnozował w 1821 r. Elias Fries nadając mu nazwę Agaricus rosellus. Obecną, uznaną przez Index Fungorum nazwę nadał mu w 1871 r. P. Kumm., przenosząc go do rodzaju Mycena. Synonimy:

- Agaricus rhodellus Fr. 1815
- Agaricus rosellus Fr. 1821
- Agaricus rosellus var. rhodellus Pers.
- Agaricus roseus Pers. 1797
- Mycena rosea Sacc. 1915
- Mycena rosella var. albida Kühner 1959
- Mycena rosella (Fr.) P. Kumm. 1871 var. rosella

Nazwę polską podała Maria Lisiewska w 1987 r.

## Morfologia
Kapelusz
Średnicy 0,5–1,5 cm, za młodu półkulisty, potem stożkowato-dzwonkowaty. Nigdy nie staje się całkowicie rozpostarty. Powierzchnia gładka i matowa, na brzegach prążkowana. Kolor różowy z ciemniejszym środkiem, z wiekiem jaśnieje. Brzeg ostry i pofalowany.
Blaszki
Szerokie i szeroko przyczepione. Pomiędzy głównymi blaszkami występują dodatkowe, krótsze. Kolor od jasnoróżowego przez ciemnoróżowy i czerwony do brązowego lub oliwkowego.
Trzon
Wysokość 2,5–5 cm, grubość 0,5–2 mm, walcowaty, pusty. Powierzchnia gładka, u podstawy trzonu wyraźnie widoczna filcowata grzybnia. Kolor od brudnobiałego do jasnobrązowego, zazwyczaj z różowym nalotem.
Miąższ
O kolorze bladoróżowym lub białawym, wodnisty. Smak i zapach nieokreślony.
Cechy mikroskopowe
Podstawki 4-zarodnikowe, zgrubiałe. Zarodniki elipsoidalne, o rozmiarach 7,5–10 × 4–5 μm, gładkie, amyloidalne. Cheilocystydy o rozmiarach  25–80 × 4,5–18 μm, zgrubiałe, o kształcie wrzecionowatym, czasami nieregularnym, wypełnione czerwonawą treścią. Mają powierzchnię gładką, lub nieregularnie pokrytą cylindrycznymi, prostymi lub zakrzywionymi naroślami o rozmiarach 1,5–10 × 1,5–5,5 μm. Pleurocystydy wrzecionowate, gładkie z czerwoną zawartością. Trama w odczynniku Melzera wybarwia się na winno-brązowo. Strzępki skórki mają szerokość 2,5–10 μm i pokryte są brodawkami i cylindrycznymi naroślami o rozmiarach 1–2,5 × 1–2 μm. Strzępki warstwy korowej o szerokości 2–4,5 μm, gładkie, lub pokryte cylindrycznymi naroślami, Sprzążki o szerokości 5,5–12,5 μm, pokryte brodawkami lub cylindrycznymi naroślami. Występują we wszystkich strzępkach.

## Występowanie i siedlisko
Występuje w Ameryce Północnej i Europie.
Rośnie w lasach iglastych, gromadnie na glebach kwaśnych, zawsze na ściółce iglastej, wyłącznie pod świerkiem. Owocniki wytwarza od sierpnia do listopada. Jest dość pospolity, szczególnie w lasach górskich.

## Znaczenie
Saprotrof, którego grzybnia rozkłada igliwie, wytwarzając z niego próchnicę. Grzyb niejadalny.

## Gatunki podobne
Bardzo podobna jest Atheniella adonis. Jest równie drobna, ale ma barwę pomarańczowo-czerwoną. Istnieje wiele grzybówek o różnych odcieniach czerwonego koloru. Podobna jest także grzybówka czerwonoostrzowa (Mycena rubromarginata), ale ma kapelusz o bardziej różowofioletowym kolorze i grzybówka krwawiąca (Mycena sanguinolenta) – rozróżnić ją można po tym, że po uszkodzeniu trzonu wydziela wodnistą, czerwoną ciecz. Grzybówka krwista (Mycena haematopus) rośnie na obumarłych drzewach i ma gęstsze blaszki, bez dodatkowych wstawek pomiędzy nimi.